# 御船町立水越小学校
御船町立水越小学校（みふねちょうりつ みずこししょうがっこう）は、かつて熊本県上益城郡御船町にあった小学校。

## 沿革
- 1876年（明治 9年） - 滝尾小学校水越分教場設置
- 1910年（明治41年）7月 - 独立し水越尋常小学校となる。五ヶ瀬分教場併設
- 1915年（大正 4年） - 五ヶ瀬分教場を統合
- 1923年（大正12年） - 水越尋常高等小学校と改称
- 1935年（昭和15年）4月 - 滝水村立水越尋常小学校と改称
- 1941年（昭和16年）4月 - 滝水村立水越国民学校と改称
- 1947年（昭和22年）4月 - 滝水村立水越小学校と改称
- 1955年（昭和30年）1月 - 御船町立水越小学校と改称
- 2005年（平成17年）4月 - 御船町立滝尾小学校へ統合